# ブランドン・ロイ
ブランドン・ロイ（Brandon Dawayne Roy、1984年7月23日 - ） は、アメリカ合衆国出身の元バスケットボール選手。ワシントン州シアトル出身。身長は198cm。体重は104kg。NBA有数のシューティングガードとして活躍していたが怪我で一度引退した後、復帰したが、数試合に出場後、2013年に引退した。ニックネームはThe Natural。

## 経歴

### 学生時代
シアトルのガーフィールド高校時代からすでに優秀なバスケットボール選手だったロイは、高校卒業後すぐにNBA入りする道もあったが、ドラフトへのアーリーエントリーは見送り、大学進学の道を選択する。しかし大学進学適性試験で学力に問題があると判断されたロイは、全米大学体育協会が示す条件を満たすために4回の試験を受け、さらにレストランで時給11ドルの仕事に従事しなければならなかった。そのため高校卒業後はワシントン大学へ進学したが、バスケットの試合に参加できたのはシーズンの半分が過ぎた2002年の1月からだった。
1年目は大きく出遅れてしまったものの、2年目には先発に定着し、以降はチームの主力選手として活躍。2005年にはカンファレンストーナメントを制し、2005年、2006年と2年連続でNCAAトーナメントSweet16まで進出した。自身は最終学年となる2005-06シーズンに20.2得点5.6リバウンド4.1アシストの成績を残し、カンファレンスの最優秀選手に選ばれ、ウッデン賞、ネイスミス賞、オスカー・ロバートソントロフィー、アドルフ・ラップトロフィーの各賞レースでは最終候補まで残った。

### NBA
2006年のNBAドラフトでミネソタ・ティンバーウルブズから全体6位で指名されたが直後に全体7位でポートランド・トレイルブレイザーズに指名されたランディ・フォイとのトレードが成立した。その年のサマーリーグでロイは平均19得点、シュート成功率65%をあげてオールルーキー・セカンドチームに選ばれた。2007年2月にラスベガスで行われたNBAルーキーチャレンジのメンバーにも選ばれた。
2007年の新人王選考でロイは1位票を有効得票128票中127票集めて獲得した。シーズン成績は57試合に出場、平均35.4分出場し、1試合あたり16.8得点4.4リバウンド4.0アシスト1.2スティールを上げた。
1970年代から西の強豪の地位を守り続けてきたブレイザーズだが、2000年代に入るとチーム内の風紀の乱れからチーム成績は悪化の一途を辿り、ロイのルーキーシーズンも32勝50敗と大きく負け越した。しかしこれでドラフト1位指名権を得たブレイザーズは、問題の多かったザック・ランドルフをトレードに出すなど、オフに一気にチームの若返りを敢行。新人王のロイ、同期のラマーカス・オルドリッジ、ドラフト1位指名のグレッグ・オデンらを中心とした新たな体制で翌07-08シーズンに臨み、ロイはエースとしてリーグ最年少チームを牽引する立場となった。
過去のトラブルと決別した若きブレイザーズは、ロイを中心に好調のシーズンを送った。シーズン前半には13連勝してデビジョン首位に立ち、プレーオフ進出も窺える位置に付いたが、このシーズンのウェスタンカンファレンスの戦いは熾烈を極めたため、プレーオフ進出はならなかった。ロイ自身は19.1得点5.8アシストを記録し、オールスターにも初出場を果たしている。
2008-09シーズンはロイ、ブレイザーズ共に絶好調だった。11月6日のヒューストン・ロケッツ戦では逆転に次ぐ逆転劇となった試合を、オーバータイムの末残り0.8秒、スローインからボールを受けると同時にブザービーターショットで締めくくり、12月18日のフェニックス・サンズ戦ではブレイザーズのフランチャイズ記録の54得点に1ゴール差に迫るキャリアハイの52得点を記録。この日は52得点に加えターンオーバー0という素晴らしい内容だった。また1月24日のニューヨーク・ニックス戦ではブレイザーズのフランチャイズ記録となる10スティールを記録し、2月8日のワシントン・ウィザーズ戦では再び10スティールを記録している。成績はチームトップで総合8位となる1765得点を挙げ、キャリア初の平均20得点超えとなる22.6得点(総合10位)5.1アシストとなり、オールNBA2ndチームに初選出された。ブレイザーズにとってはクライド・ドレクスラー以来のオールNBAチーム選抜者となった。若さ溢れるブレイザーズは若いチームリーダーの下でまとまり、このシーズンは54勝28敗の好成績を記録し、6シーズンぶりにプレーオフに進出した。
2009-10シーズンでは2009年の8月5日にチームと4年のマックス契約に合意(さらに5年目はプレイヤー・オプション)。これで少なくとも2013-14年シーズンまでチームに所属することが決まった。ロイは2010年のオールスターにも選出されたが、1月13日のミルウォーキー・バックス戦で痛め一週間後のフィラデルフィア・セブンティシクサーズ戦で悪化させた右足ハムストリングスの怪我によって出場を辞退した。2010年4月11日には右膝を負傷。その日の晩と翌日のMRI検査によって半月板の損傷が認められ、16日には手術を受けた。その年のプレイオフの一回戦は出場しないと予想されたが、第四戦に復帰してチームを勝利に導いている。5月6日にはオールNBA3rdチームにも選出されている。
2010-11シーズン、ロイは最初の1ヶ月は通常の成績をおさめていたが、12月に入ると痛めた右膝に苦しめられることとなる。その後チームはロイが戦列から無期限に離脱すると発表した。これによって周囲はロイがオールスターレベルのプレイはもうできないと考えた。チームにとってこれは、オフェンスをラマーカス・オルドリッジと新加入のウェズリー・マシューズに頼らざるを得ないということを意味していた。2011年の1月17日には両膝の内視鏡手術を受け2月25日に復帰すると、ベンチスタートながら延長戦に持ち込む3ポイントシュートを含む18得点を記録してチームの勝利に貢献した。その後は残りのシーズンをリザーブとして過ごし、レギュラーシーズンの平均成績は12.2得点、2.6リバウンド、2.7アシスト、28分出場、出場47試合という、キャリアで最も低いものとなった。
2011年のプレイオフ1回戦でチームはその年チャンピオンとなるダラス・マーベリックスと対戦。ロイは最初の2試合こそシュート試投8本中1本成功（2試合目は出場8分で無得点）という結果でチームも2連敗してしまう。ロイ本人も「チームで最終オプションとしてプレイするのはフラストレーションがたまる」と表明した。その後ポートランドに戻っての第3戦では相変わらずのベンチ出場だったが23分出場で16得点を記録し、チームも97-92で勝利した。第4戦では前半終わってわずかにマーベリックスがリードする展開であったが、ブレイザーズは後半開始から15本連続でシュートを外して67-44とマーベリックスに大量リードを許してしまう。第4Q、ロイはそれまでの3つのクォーターで3本中1本しかシュートを成功させていなかったにもかかわらずこのクォーターだけで18得点を記録し、その中には試合の流れを決定づける4得点プレイも含まれていた。結果この試合に逆転勝利してブレイザーズはシリーズをタイとした。この試合はNBAプレイオフ史に残る逆転劇とされており、ロイも「あの時はゾーンに入っていた」と試合後に語っている。結局ブレイザーズは第6戦でマーベリックスに敗退するが、ロイの第4戦での活躍はロイ自身の来期以降に希望をつなぐ内容であった。
しかし2011年のロックアウトが解除されてトレーニングキャンプが始まる直前、ロイは引退を宣言した。シーズンオフ中もリハビリに取り組んだが両膝の状態はプレイできるレベルにまで回復できなかったためである。契約が残っている期間の年俸は（保険会社より）支払われることとなった。
2012年、ミネソタ・ティンバーウルブズと3年契約を交わし電撃復帰したが、両膝の状態が思わしくなく7試合の出場に止まり、2013年夏に解雇され、以降は引退となった。
2016年6月、シアトル市内の高校のバスケットボール部のヘッドコーチに就任したことが報じられ、指導者としての第一歩を歩むことになった。2017年、ネイスミス・ハイスクール・コーチ・オブ・ザ・イヤーを受賞した。

## プレイスタイル
アーリーエントリーすることなく大学で4年間プレーしてきたため、NBA入りの時点ですでに完成された選手と評された。シューティングガードとポイントガードもこなせるコンボガードでありながら、スモールフォワードもこなすスウィングマンでもあり、プレーの幅が広いオールラウンダーである。冷静な判断力とリーダシップで若いチームをコントロールすることができるエースで、得点力は年々向上している。ボールハンドリングに優れており、特にクロスオーバードリブルの切れは抜群で、パスセンスも非凡である。また、1,2点差を争う試合展開で彼の勝負強さが発揮され、ブザービーターを決めることが多くある。

## 成績

### NBAレギュラーシーズン
| シーズン | チーム   | GP  | GS  | MPG  | FG%  | 3P%  | FT%  | RPG | APG | SPG | BPG | TO   | PPG  |
| -------- | -------- | --- | --- | ---- | ---- | ---- | ---- | --- | --- | --- | --- | ---- | ---- |
| 2006–07  | POR      | 57  | 55  | 35.4 | .456 | .377 | .838 | 4.4 | 4.0 | 1.2 | .2  | 2.04 | 16.8 |
| 2007–08  | POR      | 74  | 74  | 37.7 | .454 | .340 | .753 | 4.7 | 5.8 | 1.1 | .2  | 1.84 | 19.1 |
| 2008–09  | POR      | 78  | 78  | 37.2 | .480 | .377 | .824 | 4.7 | 5.1 | 1.1 | .3  | 1.95 | 22.6 |
| 2009–10  | POR      | 65  | 65  | 37.2 | .473 | .330 | .780 | 4.4 | 4.7 | .9  | .2  |      | 21.5 |
| 2010–11  | POR      | 47  | 23  | 27.9 | .400 | .333 | .848 | 2.6 | 2.7 | .8  | .3  |      | 12.2 |
| 2012–13  | MIN      | 5   | 5   | 24.4 | .314 | .000 | .700 | 2.8 | 4.6 | .6  | .0  |      | 5.8  |
| Career   | Career   | 326 | 300 | 35.5 | .459 | .348 | .800 | 4.3 | 4.7 | 1.0 | .2  |      | 18.8 |
| All-Star | All-Star | 2   | 0   | 30.0 | .833 | .667 | .000 | 7.0 | 5.0 | .5  | .5  |      | 16.0 |

### NBAプレーオフ
| シーズン | チーム | GP | GS | MPG  | FG%  | 3P%  | FT%  | RPG | APG | SPG | BPG | TO   | PPG  |
| -------- | ------ | -- | -- | ---- | ---- | ---- | ---- | --- | --- | --- | --- | ---- | ---- |
| 2008–09  | POR    | 6  | 6  | 39.7 | .459 | .471 | .870 | 4.8 | 2.8 | 1.3 | 1.2 | 2.17 | 26.7 |
| Career   |        | 6  | 6  | 39.7 | .459 | .471 | .870 | 4.8 | 2.8 | 1.3 | 1.2 | 2.17 | 26.7 |

### キャリアハイ
- 52得点。2008年12月18日。フェニックス・サンズ戦。ブレイザーズのフランチャイズ歴代2位。
- 16フィールドゴール。2009年12月25日。デンバー・ナゲッツ戦。
- 5スリーポイントシュート。2回。
- 19フリースロー。2008年12月18日。フェニックス・サンズ戦。
- 5オフェンシブリバウンド。2回。
- 12ディフェンシブリバウンド。2008年2月21日。シアトル・スーパーソニックス戦。
- 14リバウンド。2008年2月21日。シアトル・スーパーソニックス戦。
- 12アシスト。2回。
- 10スティール。2回。ブレイザーズのフランチャイズ記録。
- 2ブロック。4回。

### 受賞歴など
- 新人王：2007
- オールルーキー1stチーム：2007
- オールNBA2ndチーム：2009
- オールスター戦出場：2008、2009